# Tordenc bicolor
El tordenc bicolor (Turdoides bicolor) és un ocell de la família dels leiotríquids (Leiothrichidae).

## Hàbitat i distribució
Habita sabanes amb acàcies al nord-est de Namíbia, Botswana, oest de Zimbabwe i l'est de Sud-àfrica, al Transvaal i nord-est de la Província del Cap cap al sud fins al Riu Orange.